# أكاديمية أبيجيز
أكاديمية أبيجيز هو نادي كرة قدم كاميروني من مدينة ياوندي ويشارك في الدوري الكاميروني الممتاز.